# Jüdischer Friedhof Harburg

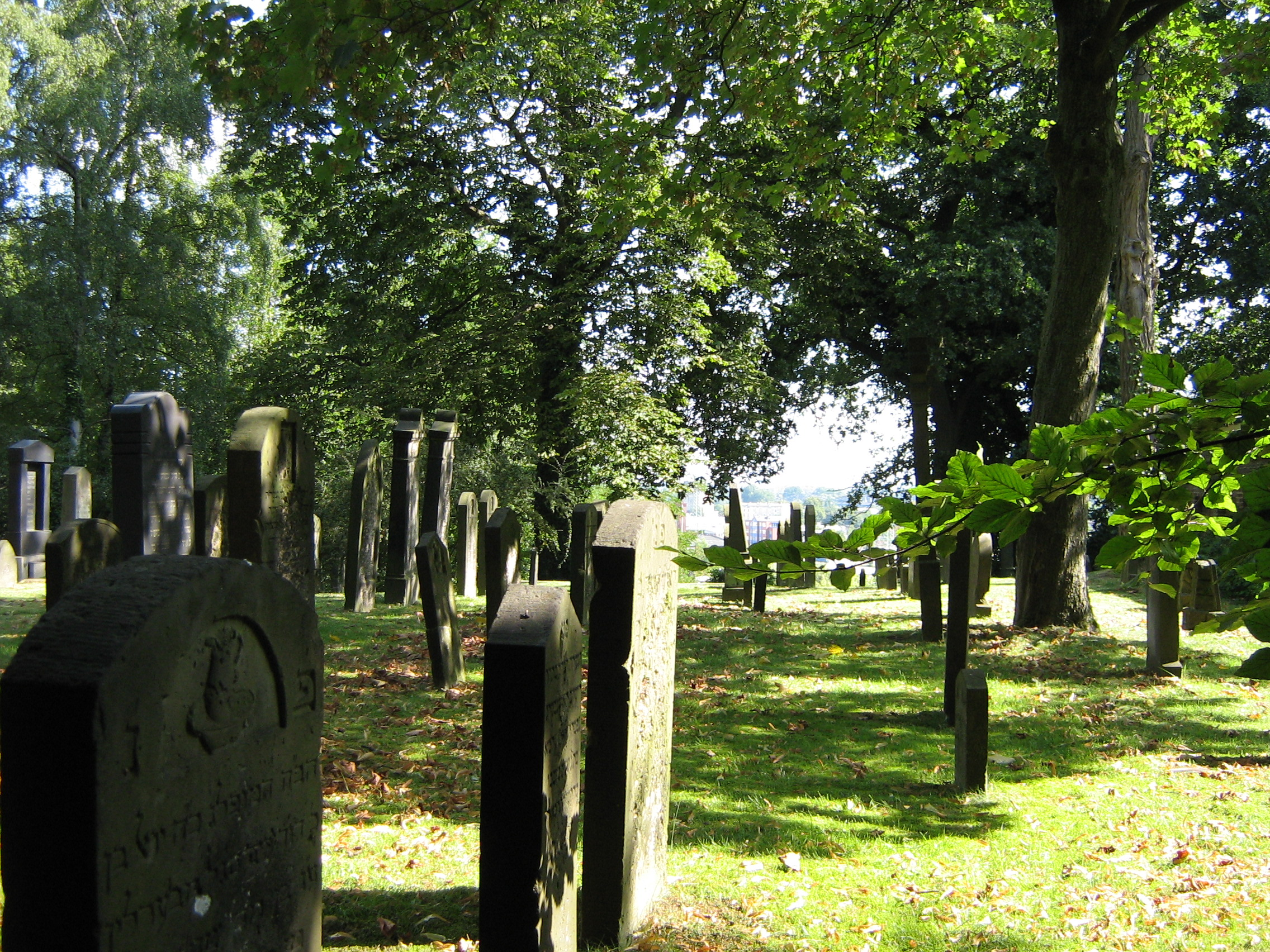

Der Jüdische Friedhof Harburg, auch Jüdischer Friedhof Schwarzenbergstraße  war der Begräbnisplatz der Synagogengemeinde Harburg-Wilhelmsburg, er liegt im heutigen Hamburger Stadtteil Harburg an der Schwarzenbergstraße oberhalb des Elbhangs und umfasst etwa zwei Hektar.

## Beschreibung
Der Friedhof besteht vermutlich seit dem Beginn der Niederlassung von Juden in Harburg am Anfang des 17. Jahrhunderts, spätestens seit 1690. 1813 wurde er durch Schanzarbeiten französischer Soldaten schwer beschädigt, so dass heute keine älteren Gräber mehr erhalten sind. 1857 wurde ein Totenhaus errichtet, das 1900 um einen Andachtsraum ergänzt wurde. Für die Kriegstoten des Ersten Weltkriegs wurde am Eingang ein Mahnmal errichtet. Die letzte Bestattung fand 1935 statt, da der Friedhof belegt war. 
Verhandlungen mit der Stadt Harburg über eine Erweiterung oder Neuanlage waren zwar Ende der 1920er Jahre weitgehend abgeschlossen, wurden aber durch die Machtübernahme der Nationalsozialisten vereitelt. Der Friedhof wurde in der Reichspogromnacht 1938 geschändet und das Totenhaus durch Brandstiftung zerstört und wenig später abgerissen. 1943 wurde der Friedhof zwangsweise durch die Stadt Hamburg übernommen. Seit 1992 erinnert eine Tafel am Platz des Totenhauses an diese Ereignisse.